# Eubria palustris
Eubria palustris is een keversoort uit de familie keikevers (Psephenidae). De wetenschappelijke naam van de soort werd in 1818 gepubliceerd door Ernst Friedrich Germar.